# Malachit

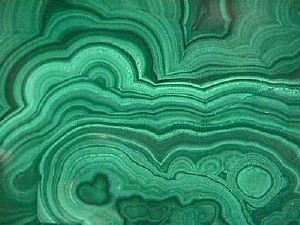
Szép rajzolatú vesés malachit

A malachit a karbonátásványok közé tartozó réztartalmú ásvány. Rendszerint rostos, szálas vagy vesés, fürtös megjelenésű, néha fenn-nőtt vékony tűs kristályokban is megtalálható. Nevét a mályva görög nevéből kapta (malakhé, μαλαχή), mert az ásvány olyan színű, mint a mályva levele.

## Keletkezése
Másodlagosan keletkezik rézérctelepek oxidációs zónájában, az oxidációs öv leggyakoribb ásványa. Az érctelepek felszínre kibúvó részében az oxigénben dúsabb beszivárgó csapadékvíz kilúgozza, majd az áramló talajvíz átitatja a kőzeteket. Gyakori jelenség, hogy az azurit malachittá alakul.
Kísérő ásványok: azurit, termésréz, kuprit, limonit, kalkopirit, kalkozin.

## Előfordulása
Gyakori rézérc ásvány. Telepszerű előfordulásai találhatók Oroszországban az Ural-hegységben, Kongói Demokratikus Köztársaság Katanga tartományában, Zambiában, Namíbiában, Chilében, Ausztráliában a déli területeken, az Amerikai Egyesült Államokban Arizona és Utah területén, Németországban, Franciaországban, Románia erdélyi részén Rézbányán. Bányászták Olaszországban Elba és Szardínia szigetén.

### Magyarországi előfordulása
Apró kristályok halmazaként Balatonfüreden, Martonyiban, Nagybörzsönyben, Szabadbattyánban, Pécs környékén Erdősmecske határában, Recsken tartósan bányászták, Velemben is előfordul a kalkopirit mállási maradványaként. A Velencei-hegységben a Szűzvári malom teléreiben apró tűkként és sugaras gömbökben található. A rudabányai ércesedés oxidációs zónájában az azurit mellett sugaras és rózsa alakú csoportokban fordul elő, melynek nagy részét hasznosították, de szépen fejlett kristályai ma is megtalálhatók.

## Díszítő felhasználása

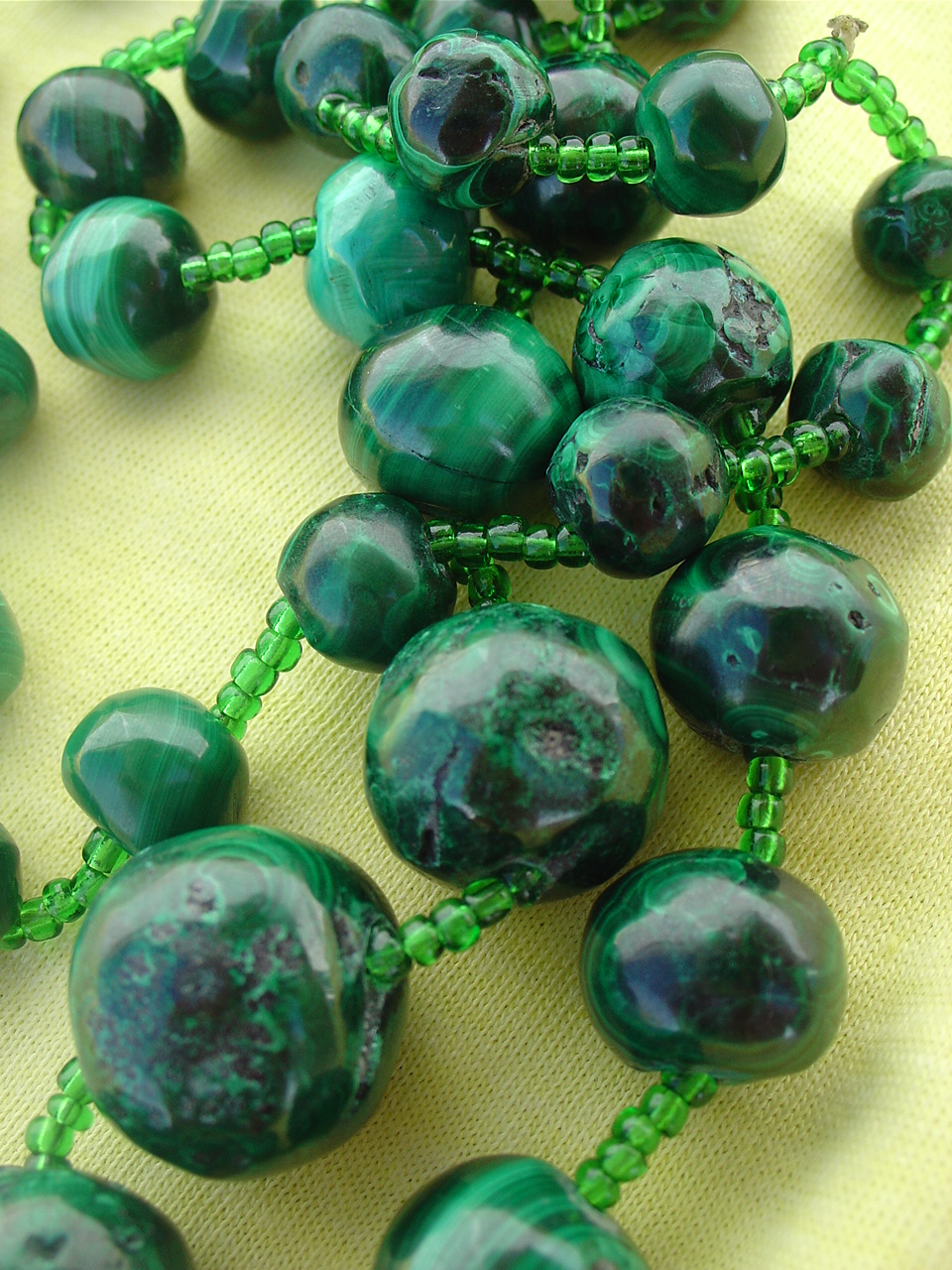
Malachit ékszer

A réz kinyerésén túl, tömött tömbös előfordulásait díszítőkőként is felhasználták. Szép példája látható ennek Oroszországban Szentpéterváron a Téli Palota és az Izsák-székesegyház burkolása. A San Paolo fuori le mura bazilika szentélyét az orosz cár által adományozott malachittal burkolták. Festékalapanyagként is használatos volt. Ékszerek készítésére is gyakran használják a vesés, szép rajzolatú példányait.